# Erdős–Szemerédi-tétel
Az Erdős–Szemerédi-tétel a matematika, azon belül a számelmélet, kombinatorika, az ergodelmélet és a harmonikus analízis határterületén elhelyezkedő aritmetikus kombinatorika fontos eredménye, amit Erdős Pál és Szemerédi Endre 1983-ban bizonyítottak be. A tétel azt állítja, hogy a valós számok bármely véges halmazából képezett páronkénti összegek, illetve páronkénti szorzatok halmazai közül legalább az egyik lényegesen nagyobb elemszámú halmaz az eredetinél. Precízebben, állítja olyan c és {\displaystyle \varepsilon } pozitív konstansok létezését, melyekre igaz, hogy
{\displaystyle \max(|A+A|,|A\cdot A|)\geq c|A|^{1+\varepsilon }}
ahol A valós számok véges elemszámú, nem üres halmaza, számossága |A|, továbbá {\displaystyle A+A=\{a+b:a,b\in A\}} megegyezik A önmagán értelmezett összeghalmazával és {\displaystyle A\cdot A=\{ab:a,b\in A\}}.
Általában az A + A összeghalmaz akkor összemérhető A-val, ha A számtani sorozat, A · A pedig akkor összemérhető A-val, ha A mértani sorozat. Az Erdős–Szemerédi-tétel felfogható tehát annak a kimondásának, hogy bármekkora is legyen egy véges halmaz, nem képes egyszerre úgy viselkedni, mint egy számtani sorozat és egy mértani sorozat. Más megközelítésben annak a kimondása, hogy a valós számegyenesnek nincs olyan részhalmaza, ami egy véges részgyűrűre vagy résztestre emlékeztet. Az Erdős–Szemerédi-tétel az első példa az összeg-szorzat jelenségre (sum-product phenomenon), amiről ma már ismert, hogy a gyűrűk és testek (köztük a véges testek) jelentős részén fellép.
Erdős és Szemerédi sejtése szerint {\displaystyle \varepsilon } 1-hez tetszőlegesen közel vihető. Ebben a tekintetben a legjobb 2009-2016 között Solymosi József eredménye volt, aki bizonyította, hogy {\displaystyle \varepsilon } tetszőlegesen közel vihető 1/3-hoz. Ezt 2016-ban Misha Rudnev, Ilya Shkredov és Sophie Stevens javították {\displaystyle 1/3+1/1509}-re, majd 2018-ban George Shakan {\displaystyle 1/3+5/5277}-ra.